# Parathamnium ellipticum
Parathamnium ellipticum là một loài rêu trong họ Thamnobryaceae. Loài này được (Bosch & Sande Lac.) Ochyra mô tả khoa học đầu tiên năm 1991.